# Огульчанська волость
Огульчанська волость — історична адміністративно-територіальна одиниця Валківського повіту Харківської губернії з центром у селі Огульці.
Станом на 1885 рік складалася з 16 поселень, 3 сільських громад. Населення — 7185 осіб (3614 осіб чоловічої статі та 3571 — жіночої), 1368 дворових господарств.
|                     | Площа, десятин | У тому числі орної, дес. |
| ------------------- | -------------- | ------------------------ |
| Сільських громад    | 9174           | 4790                     |
| Приватної власності | 5430           | 1615                     |
| Іншої власності     | 66             | 66                       |
| Загалом             | 14670          | 6471                     |

На 1862 рік до складу волості входили:
- поселення Огульці;
- хутір Цибулинків;
- хутір Буцький;
- хутір Золочевський;
- хутір Свиларевий;
- хутір Лиховий;
- поселення Адринка;
- хутір Мокрий Рокитний;
- хутір Сухий Рокитний;
- хутір Семлянецків;
- хутір Островерхів;
- поселення Черемушна;
- хутір Гончарів;
- хутір Паньків;
- хутір Явдокименко.

Найбільші поселення волості станом на 1885:
- Огульці — колишнє власницьке і державне село за 12 верст від повітового міста, 2760 осіб, 580 дворів, православна церква, школа, 4 лавки, базари по неділя, 4 ярмарки на рік. За 6 верст — фаянсова фабрика. За 5 верст — з паровим млином. За 3 версти — залізнична станція Валки.
- Одринка — колишнє власницьке село, 529 осіб, 107 дворів, православна церква, школа, 3 лавки.
- Черемушна — колишнє власницьке село при річці Черемушна, 849 осіб, 149 дворів, православна церква, 2 лавки.

Найбільше поселення волості станом на 1914 рік:
- село Огульці — 5138 мешканців.

Старшиною волості був Євдокименко Микола Йосипович, волосним писарем — Швидкий Йосип Лазарович, головою волосного суду — Залотько Тимофій Степанович.